# La balada de Cable Hogue
La balada de Cable Hogue (títol original en anglès The Ballad of Cable Hogue) és una pel·lícula estatunidenca dirigida per Sam Peckinpah i estrenada l'any 1970. Ha estat doblada al català.

## Argument
Un western modern que narra la història de Cable Hogue, que els seus socis, Taggart i Bowen, abandonen al desert després de robar-li la mula, el fusell i les provisions. Durant quatre dies, Cable Hogue camina pel desert fins que troba aigua i decideix establir-se en aquell lloc, mentre espera venjar-se algun dia dels que el van trair. Mentrestant, ven aigua i aliments als viatgers de la diligència, fa amics, com el pseudopredicador Joshua, i s'enamora de la prostituta Hildy.

## Comentaris
"És la història d'un home que desafia els déus, i, quan es desafia els déus, se n'han de suportar les conseqüències", va dir Sam Peckinpah, l'autor d'aquest film que reflecteix amb humor i tendresa el final d'una època i la impossibilitat de la transició.

## Repartiment
- Jason Robards: Cable Hogue
- Stella Stevens: Hildy
- David Warner: Joshua
- Strother Martin: Bowen
- Slim Pickens: Ben Fairchild
- L.Q. Jones: Taggart
- Peter Whitney: Cushing
- R.G. Armstrong: Quittner
- Gene Evans: Clete
- William Mims: Jensen
- Kathleen Freeman: Me. Jensen
- Susan O'Connell: Claudia
- Vaughn Taylor: Powell
- Max Evans: Webb Seely